# José Piquer Duart

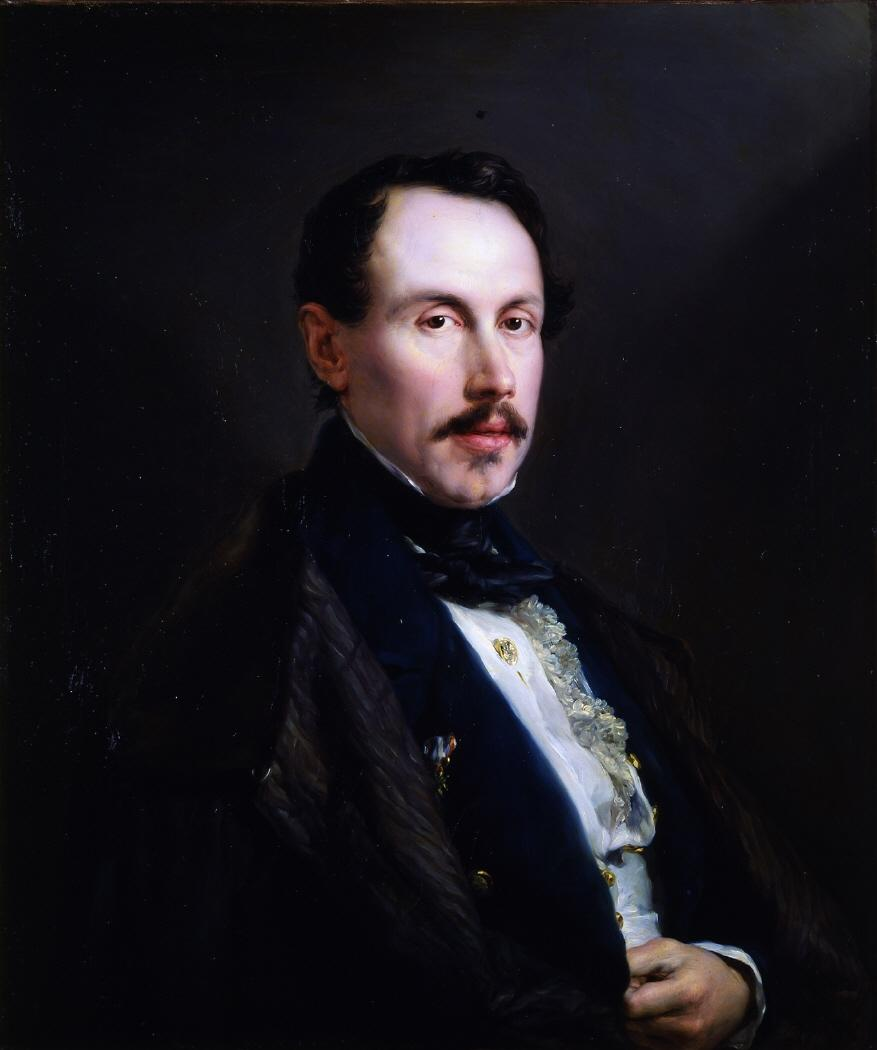
José Piquer, por Vicente López Portaña. 1848. (Real Academia de Bellas Artes de San Fernando).

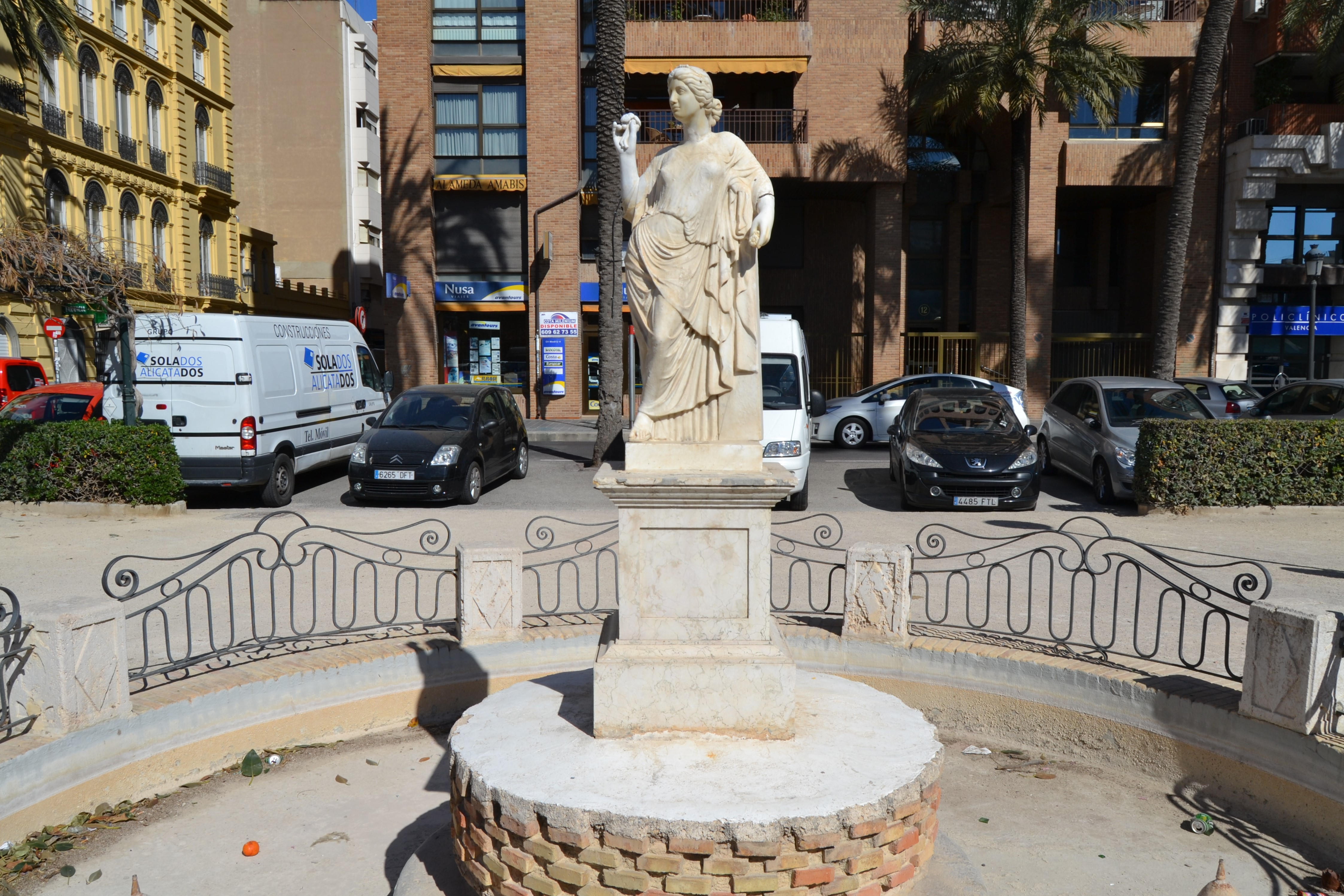
La fuente de Flora en la Alameda de Valencia.

José Piquer Duart (Valencia, 19 de julio de 1806-Madrid, 26 de agosto de 1871) fue un escultor español, afincado en Madrid, donde realizó la mayoría de su obra.

## Biografía
De familia de escultores, su padre, José Piquer, era director de la Real Academia de Bellas Artes de San Carlos en Valencia, de él recibió su formación escultórica. Viaja a México en 1836, a Estados Unidos y finalmente a París, regresa a Madrid en 1841, donde es nombrado escultor de cámara, y Director de Escultura en la Real Academia de San Fernando. Su obra se clasifica dentro del romanticismo, hizo por encargo, varias esculturas de Isabel II, destaca la de cuerpo entero en bronce costeada por el comisario de Cruzada Manuel López Santaella, para la plaza de Isabel II donde se colocó en 1850, de la que existe copia en mármol depositada en la Biblioteca Nacional de Madrid empleada para la reproducción de la escultura original colocada en su primitivo lugar en sustitución de la destruida en tiempos de la II República. Se le contrató para realizar varias esculturas para el Palacio de San Telmo de Sevilla. En el claustro de la Catedral de Pamplona realiza el sepulcro del general Francisco Espoz y Mina en el año 1855. En 1862 realizó la estatua de Cristóbal Colón para el municipio de Cárdenas, en Cuba.
Repartidos entre el Museo del Ejército de Madrid y el Museo de la Academia de San Fernando se encuentran los retratos de los generales Castaños, Espartero, Serrano, de María Luisa Fernanda de Borbón y del Duque de Montpensier. Muy curioso es el retrato de la infantita María Cristina (Madrid, Museo del Romanticismo), nacida en 1854 y muerta a los tres días que aparece como dormida en su lecho, descrito en mármol con absoluto verismo. Muchos trabajos le adscriben al Neoclasicismo como en la obra Sepulcro del general Espoz y Mina (Pamplona, Catedral), de 1855, que repite el de Vittorio Alfieri de Canova (Florencia, Santa Croce), lo que no le impide usar recursos plásticos propios del barroco como en San Jerónimo recostado sobre un peñasco, considerada su obra maestra y que realizó para el marqués de Molins en París. Del mismo orden barroco son las esculturas realizadas para la iglesia de Santa María de Tolosa en Guipúzcoa que representan a San Ignacio de Loyola, San Antonio de Padua, San José y San Juan Bautista, realizadas entre 1847 y 1850.
Se encarga en el año 1869 de la primera restauración de la madrileña Puerta de Alcalá. La restauración fue dirigida por Fernández de los Ríos.
En 1923 el Ayuntamiento de Oviedo inauguró en los jardines de la Fábrica de armas de Trubia un Monumento al General Elorza, hecho en bronce por Josep Piquer i Duart. El monumento está compuesto por  el busto del General que está colocado delante de la intersección de dos cañones que forman una aspa y delante del busto una pirámide de artillería.